# كسر الورك
كسر مفصل الفخذ (كسر الورك) هو كسر في النهاية العلوية لعظم الفخذ (عظم طويل يمر عبر الفخذ)، بالقرب من مفصل الورك.
(كسر الورك) مصطلح يستخدم عادة للإشارة إلى أربعة أنواع مختلفة من الكسور. في كثير من الأحيان يحدث نتيجة لهشاشة العظام، وفي الغالبية العظمى من الحالات، كسر الورك يكون نتيجة سقوط بسيط أو صدمة طفيفة في شخص له عظام ضعيفة بسبب هشاشة العظام. أما معظم كسور الورك التي تحدث لأشخاص لهم عظام طبيعية تكون نتيجة لصدمة عنيفة مثل حادث سيارة.
في المملكة المتحدة، معدل الوفيات بعد كسر عنق عظم الفخذ هو من بين 20 ٪ و 35 ٪ في غضون عام واحد بعد الإصابة في المرضى الذين تتراوح أعمارهم بين 82 وأقل أو أكثر 7 سنوات، منهم 80 ٪ من النساء.

## التصنيف
هناك عدة أنواع فرعية من الكسور تحدث حول مفصل الفخذ معروفة بالعامية باسم كسور الورك. وعلى الرغم من أن كسر الورك الحقيقي يشمل مفصل الفخذ، إلا أن الأربعة أنواع التالية من كسور عظمة الفخذ يشار إليها عادة ب (كسور الورك). ولكن الاختلافات بينها مهمة جداً لأن كل منها يعامل بطريقة مختلفة.
- كسر رأس عظمة الفخذ: يدل على وجود كسر في رأس عظمة الفخذ. هذا عادة نتيجة لصدمة عنيفة وغالباً ما يصاحب هذا الكسر خلع في مفصل الفخذ.
- كسر عنق عظمة الفخذ : (أحياناً كسر عنق عظم الفخذ، subcapital تحت الرأس ، أو كسر داخل كبسولة المفصل intracapsular) يدل على وجود كسر بجانب رأس عظمة الفخذ في الرقبة بين الرأس والنتوء الأكبر trochanter. هذه الكسور من الممكن أن تؤدي إلى تدمير التغذية الدموية إلى رأس الفخذ، يحتمل أن تسبب موت رأس عظمة الفخذ نتيجة انقطاع الدم عنها avascular necrosis. إحدى التصنيفات المستخدمة على نطاق واسع وأنشئت بواسطة Garden and Pauwels.
- (Intertrochanteric) كسر ما بين النتوئين  ترمز إلى كسر حيث يكون خط الكسر بين النتوء الكبير والنتوء الصغير greater trochanter and lesser trochanter على خط ما بين النتوئين intertrochanteric line. هذا هو النوع الأكثر شيوعاً من 'كسر الورك' وفي هذا النوع يكون تطور المرض وشفاء العظم جيد بشكل عام إذا كان المريض في صحة جيدة.
- Subtrochanteric كسر يشمل في الواقع جسم عظم الفخذ مباشرة أسفل النتوء الصغير ويمكن أن يمتد إلى أسفل في جسم عظمة الفخذ.

## العلامات والأعراض

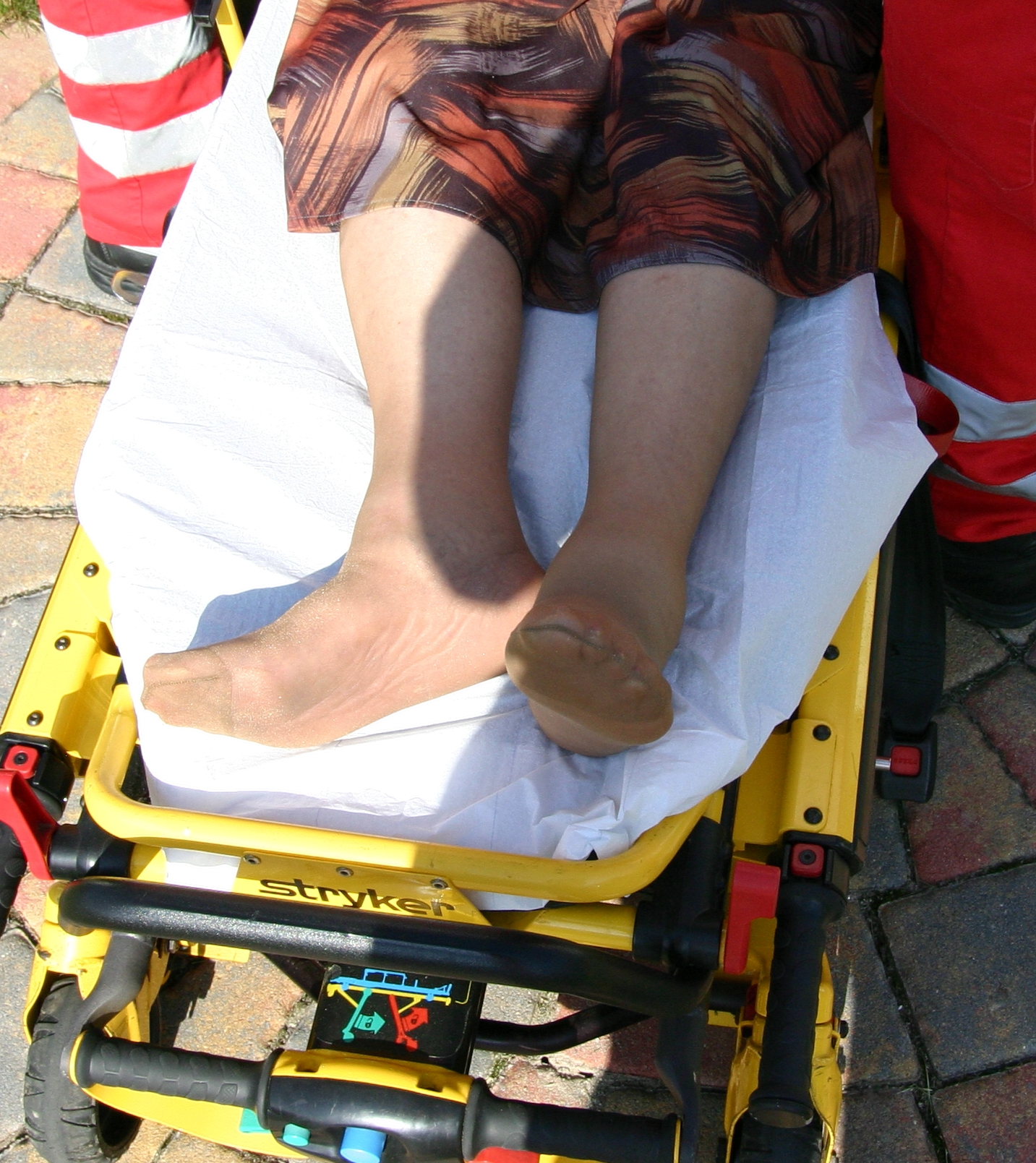
الطرف المصاب يكون في كثير من الأحيان أقصر من الاخر وملفوف باتجاه الخارج

الأعراض الكلاسيكية لكسر الورك هو المريض المسن الذي أصيب إصابة بسيطة ويعاني من الألم وغير قادر على تحمل وزنه. بالفحص، الطرف المصاب يكون في كثير من الأحيان أقصر من الآخر وملفوف بإتجاه الخارج.

## عوامل الخطورة
معظم كسور الورك تحدث نتيجة سقوط بسيط في المرضى المسنين. السقوط غير شائع لدى البالغين الشباب بسبب أن لديهم توازن أفضل وقوة وعندما يحدث سقوط، فإنه عادة لا يتسبب في (كسر الورك) الإصابة التي تحدث عادة في كبار السن. وكان يعتقد في السابق أن استخدام البنزوديازيبين يزيد من خطورة التعرض للكسر، ولكن في وقت لاحق تم اثبات عدم صحة ذلك من قبل علماء الطب في هارفارد. إذا كان الشخص له عظام فخذ طبيعية لايحدث لها كسر بعد سقوط بسيط (سقوط من وقوف). كسر الورك بعد سقوط على الأرجح أنه يكون كسر مرضي (بسبب مرض في العظم). الأسباب الأكثر شيوعاً لضعف العظام هي:
- هشاشة العظام: كسور الورك هي واحدة من أكثر المضاعفات الخطيرة لمرض هشاشة العظام، في الواقع إن مقياس نجاح أو فشل العلاج من مرض هشاشة العظام هو نسبة المرضى الذين يصابوا بكسر الورك. نقص فيتامين (د) مشكلة شائعة تسبب هشاشة العظام، الدعم بفيتامين د والكالسيوم ثبت أنه يحد من كسور الورك بنسبة 43 ٪.[2]
- 'الهموسيستين' حمض أميني طبيعي سام يرتبط بأسباب الإصابة بأمراض القلب والسكتة الدماغية وكسور العظام، يمكن أن ينخفض بالفيتامينات ب.في هذه الدراسة [3] ، خفضه يؤدي إلى خفض عدد كسور الورك بنسبة 80 ٪ بعد سنتين. وكان هذا على الرغم من عدم وجود أي اختلافات في كثافة العظام وعدد مرات السقوط بين جماعة من المرضى تستخدم الفيتامين وأخرى تستخدم علاج وهمي.
- غيرها من أمراض العظام الأيضية مثل مرض (باجيت)، لين العظام، هشاشة العظام و imperfecta osteogenesis. وكسور الإجهاد قد تحدث في منطقة الورك مع أمراض العظام الأيضية.
- أورام العظام الأولية الحميدة أو الخبيثة وسرطان العظم أسباب نادرة لكسور الورك.
- الامتدادات السرطانية (الأورام الثانوية) إلى رأس عظم الفخذ القريبة قد تؤدي إلى إضعاف العظام وتسبب كسور الورك المرضية.
- إصابة العظم ب عدوى بكتيرية هو سبب نادر لكسر الورك.

وثمة عنصر خطوره آخر في استمرار وجود كسر الورك هو خطر السقوط. الوقاية من السقوط هو مجال اهتمام بين مجالات توفير بيئة آمنة للناس المعرضين للخطر، والرعاية المتحفظة، مساعدات المشي، وقضايا الدواء.(حامي الورك) هو  دروع بلاستيكية مبطنة يمكن وضعها على نتوء الفخذ في الناس المعرضه لخطر السقوط أو الذين يتعرضون لكسور الهشاشة. ومع ذلك، فإنها ليست فعالة في الحد من احتمال وجود كسر في الورك واستجابة المرضى لاستخدامها ضعيف.
وفي دراسة شملت 135,000 شخص في عمر 50 أو أكثر، الذين يتناولون جرعات عالية من مثبطات مضخة البروتون (على سبيل المثال Protonix، Prevacid، Prilosec) لفترة أطول من سنة يكون هناك احتمال 2.6 مرة أكثر من غيرهم لاصابتهم بكسر الورك. والذين يتناولون جرعات أصغر لمدة 1-4 سنوات يكونوا 1,2-1,6 مرات أكثر عرضة للكسر الورك. [بحاجة لمصدر]

## التشخيص
الأشعة السينية على الفخذ المصاب عادة ما تجعل التشخيص واضح، وينبغي الحصول على صور أشعة أمامية خلفية وجانبية.
في الحالات التي يشتبه في وجود كسر الورك ولكنه ليس واضح على الأشعة السينية، الأشعة المقطعية ثلاثية الابعاد (3D reconstruction) تكون مفيدة للتشخيص. وقد اكتسب التصوير بالرنين المغناطيسي أهمية في تشخيص الحالات الغامضة من كسور رقبة عظمة الفخذ. في غضون 24 ساعة يمكن للتغييرات أن ترى في التصوير بالرنين المغناطيسي. مسح العظام هو أقل فائدة لأنه قد يستغرق ما يصل إلى الأسبوع لإظهار التغيرات وخاصة في كبار السن.
وبما أن معظم المرضى في كثير من الأحيان يحتاج إلى عملية جراحية، فإن فحوص طبية كاملة تكون مطلوبة قبل العملية. ويشمل هذا عادة اختبارات الدم، رسم القلب أشعة سينية على الصدر.

### عنق عظمة الفخذ

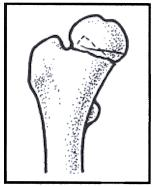
نوع جاردن 1 من كسور رقبة عظمة الفخذ

كسور عنق الفخذ يحدث في العنق الضيق بين الرأس الدائرية لعظمة الفخذ وجسم العظمة. هذا الكسر في كثير من الأحيان يعطل وصول الدم إلى رأس عظم الفخذ.
(جاردن) قام بتصنيف هذا الكسر إلى أربعة أنواع:
- نوع 1 هو كسر مستقر مع الانحشار impaction in valgus.
- نوع 2 كامل لكن غير متحرك من مكانه.
- النوع 3 متحرك من مكانه (في كثير من الأحيان ملفوف ويكون زاويه) ولكن لا يزال هناك بعض الاتصال بين جزئين العظمة.
- نوع 4 متحرك تماماً وليس هناك اتصال بين جزئين العظمة المكسوره.

الشرايين المغذيه لرأس الفخذ من المحتمل بدرجة أكثر بكثير أن تمزق في أنواع كسور جاردن 3 أو 4.
الأطباء قد يعالجوا هذه الأنواع من الكسور عن طريق تغيير العظام المكسوره بمفاصل اصطناعية. أو العلاج البديل هو تقليل الكسر (تحريك الأجزاء المكسوره واعادتها إلى وضعها الصحيح) وتثبيتها في مكانها عن طريق ثلاثة مسامير معدنية.
لكن من المضاعفات الشائعة والخطيرة لكسر عنق الفخذ نخر الرأس (موت رأس العظمة نتيجة انقطاع الدم عنها) avascular necrosis والأوعية الدموية في الرأس تتأثر بسهولة أثناء كسور الفخذ أو تكون ورم أو انتفاخ داخل كبسولة المفصل. هذا يمكن أن يؤدي إلى خنق امدادات الدم إلى رأس الفخذ وموت العظام والغضاريف.

### كسر ما بين النتوئين
كسور ما بين النتوئين تحدث بين النتوء الأكبر والأصغر. وعادة ما تثبت باستخدام شريحة معدنية ومسمار منزلق. الالتئام عادة ما يكون جيد عندما يكان المريض بصحة جيدة.
كسور الورك تعالج بواحدة من طريقتين: الشد أو الجراحة.

## العلاج
معظم كسور الورك تعالج عن طريق الجراحة، التي تشمل زرع مفصل. الجراحة تمثل ضغطا كبيرا على المريض، وخاصة لدى كبار السن. الألم الشديد يضطر المريض أن يبقى بدون حركه. عدم الحركة لفترة طويلة يمكن أن يكون له مخاطر صحية أكثر من الجراحة نفسها، لذا يتم تشجيع المرضى بعد الجراحة على الحركة في أقرب وقت ممكن، وغالبا بمساعدة العلاج الفيزيائي (الطبيعي).
إذا تم رفض المعالجة الجراحية أو إذا كانت مخاطر الجراحة تعتبر عاليه جدا، يكون التركيز الرئيسي للعلاج هو على تخفيف الآلام. قد يعتبر الشد الهيكلي علاج على المدى الطويل. لكن لابد من توفير علاج طبيعي مكثف للصدر للحد من خطر الإصابة بالالتهاب الرئوي وطاقم تمريض ماهر في محاولة لتجنب الإصابة بتقرحات الفراش والاصابة بجلطات الاوردة العميقة / والانسداد الرئوي لأن معظم المرضى سوف يكونوا طريحي الفراش لعدة أشهر. العلاج غير الجراحي لم يعد بديلا عن الجراحة في البلدان المتقدمة التي توفر الرعاية الصحية الحديثة .

### كسر عنق عظمة الفخذ

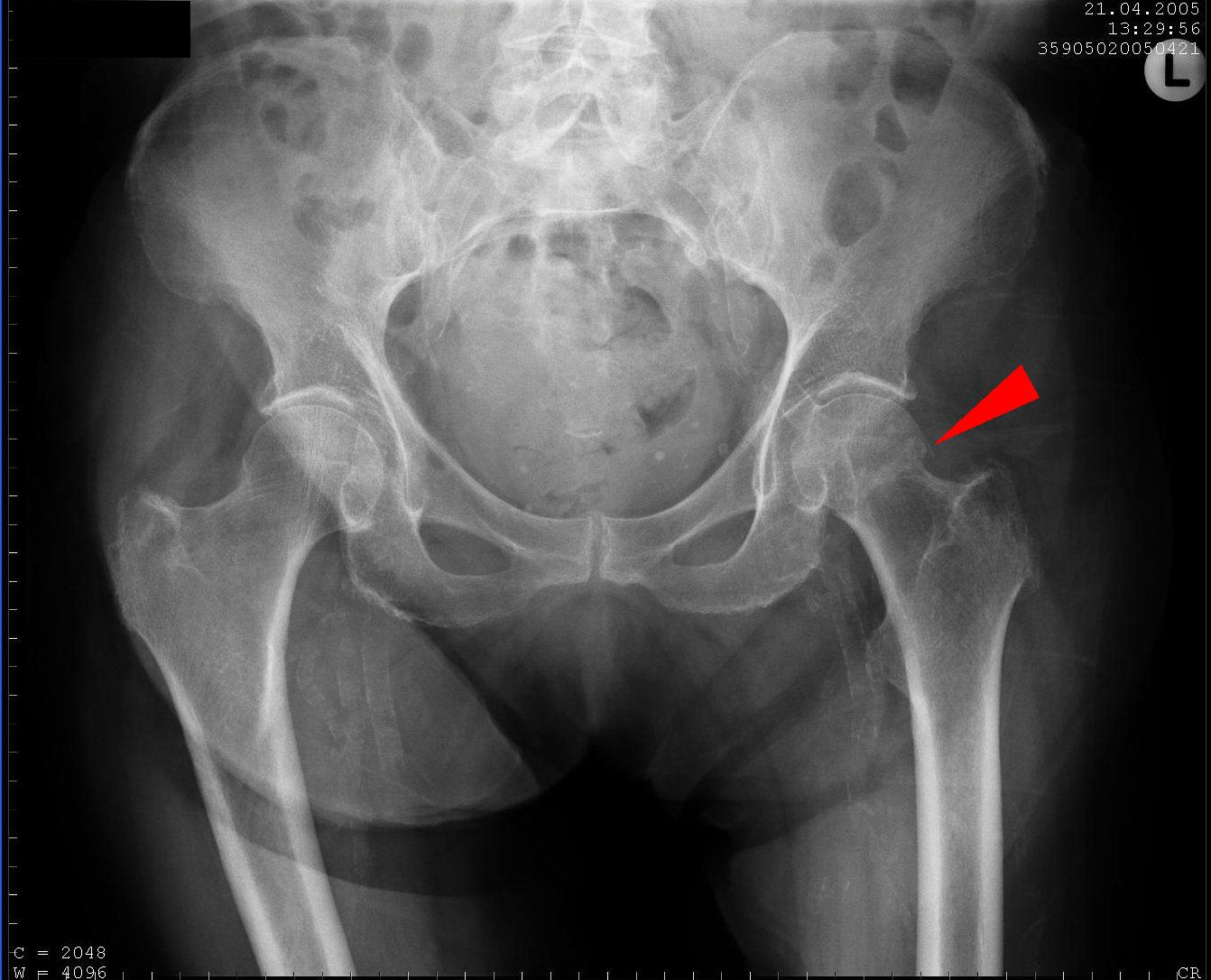
كسر في الناحية الداخلية من العظمه في امرأة عمرها 92 عاما)

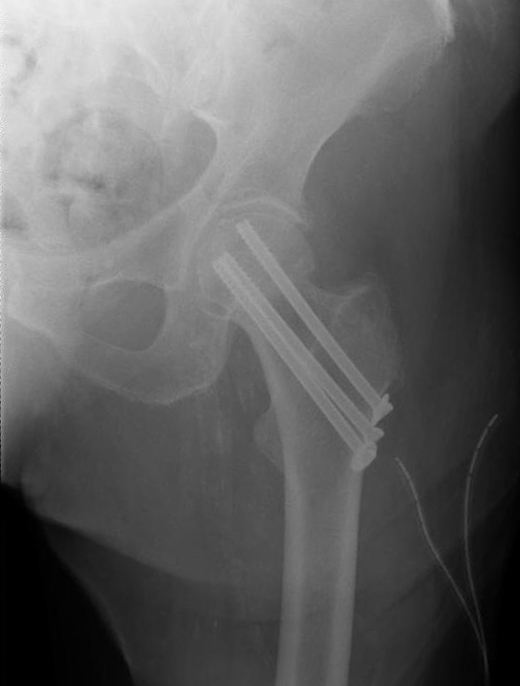
كسر معالج بمسامير cannulated

في الكسور ذات الدرجة المنخفضة (أنواع جاردن 1 و 2)، العلاج الأساسي هو تثبيت الكسر في موقعه بمسامير أو بشريحه ومسامير منزلقه. هذا العلاج يمكن أيضا أن يعالج الكسور المتحركه من مكانها بعد أن يتم اعادتها إلى وضعها الصحيح.
في المرضى المسنين مع الكسور المتحركه من مكانها الكثير من الجراحين يفضلون إجراء Hemiarthroplasty {تغير نصفي للمفصل}، تغييرالجزء المكسور من العظمة بأجزاء معدنيه. ميزة هذه العملية أن المريض يمكن أن يتحرك دون الحاجة لانتظار التحام العظم.

### كسر ما بين النتوئين

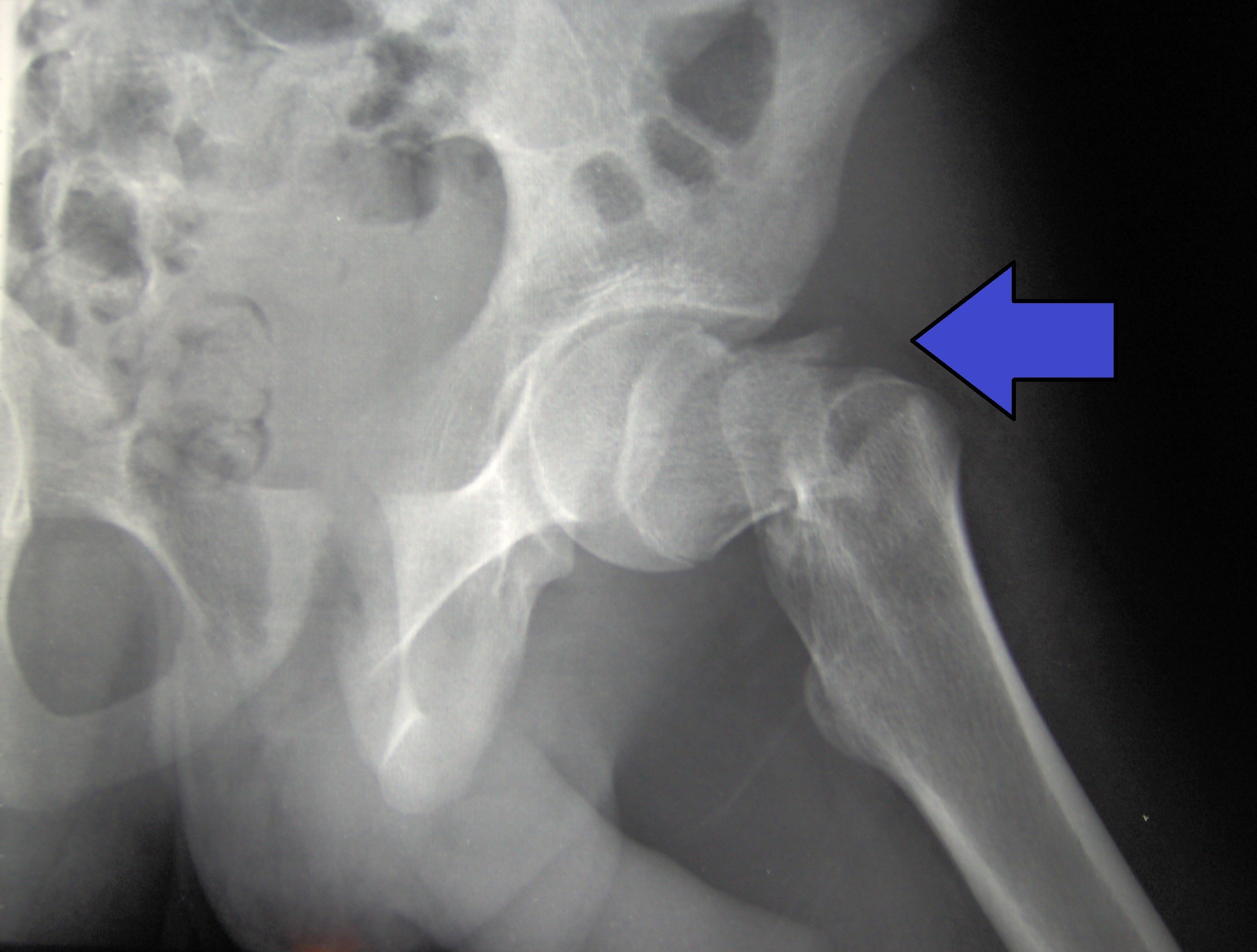
كسر ما بين النتوئين في ذكر عمره 17 عاما

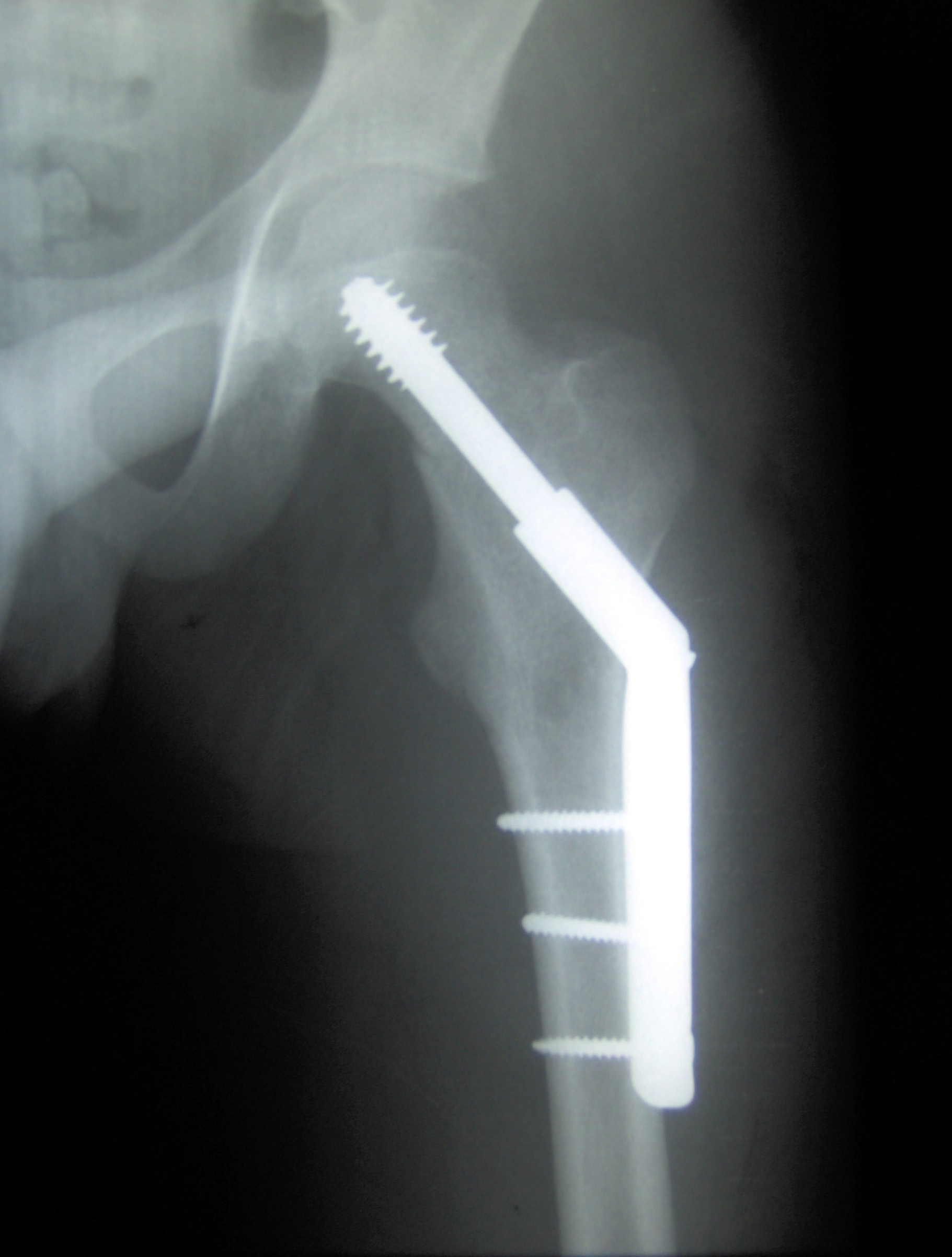
كسر مثبت بواسطة مسمار الورك المتحرك

وكسر ما بين النتوئين، تحت عنق عظم الفخذ، لديه فرصة جيدة للشفاء. العلاج يشمل تثبيت الكسر عن طريق شريحه ومسمار لتثبيت طرفين الكسر في مكانهما. يتم ادخال مسمار كبير في رأس الفخذ عبر الكسر، وتمتد الشريحه للأسفل على جسم عظمة الفخذ، مع وضع مسامير صغيرة لتثبيتها في المكان.
عادة ما يتطلب الأمر 3-6 أشهر لالتحام الكسر. ولأن هذا النوع من الكسر شائع فقط في كبار السن، فانه عادة لا ينصح بإزالة مسمار الورك لتجنب المخاطر غير الضرورية التي يمكن أن تحدث من العملية الثانية وازدياد خطر الكسر مره ثانيه بعد إزالة المسامير. السبب الأكثر شيوعا لكسور الورك في كبار السن هو هشاشة العظام، وإذا كان هذا هو الحال، فان علاج مرض هشاشة العظام يمكن أن يقلل أيضا من خطر المزيد من الكسور. في المرضى الشباب فقط نميل إلى إزالته، لأن الأجزاء المزروعه قد تعمل على زيادة الإجهاد على المفصل، ويزيد من خطر حدوث كسر في حالة حدوث حادث آخر.

### استبدال مفصل الورك
في بعض كسور الورك، يقوم الطبيب بازالة رأس وعنق عظمة الفخذ تماما، ويستبدلها بزرع أجزاء صناعية.

## المضاعفات
عدم التحام الكسر، هو أمر شائع يحدث في (20 ٪) في كسور عنق عظم الفخذ، ولكن نسبة حدوثه أقل من ذلك بكثير في الأنواع الأخرى من كسور الورك. ويزداد معدل عدم التحام الكسر إذا لم يتم علاجها جراحيا لتثبيت طرفين العظام المكسوره.
Malunion التحام خاطئ، التحام الكسر بطريقه مشوهه وفي وضع غير صحيح، هو أمر شائع جدا. عضلات الفخذ تميل إلى سحب العظام المكسوره، مما يؤدى إلى تداخل الطرفين والالتحام في وضع غير صحيح. قصر الطرف المصاب عن الطرف الآخر والتشوه والتقوس يحدث في كثير من الأحيان بسبب أن الكسر قد يكون غير مستقر ويتحرك عن الوضع الصحيح قبل أن يلتئم. هذا قد لا يكون بنفس القدر من الأهمية في المرضى الذين يعانون من عدم الاستقلال والحركة المحدودة.
موت رأس عظمة الفخذ يحدث في كثير من الأحيان (20 ٪) في كسر عنق عظمة الفخذ، وذلك بسبب انقطاع الدم عنها. وهو أمر نادر بعد كسور ما بين النتوئين.
كسور الورك نادرا ما تؤدي إلى إصابة الأعصاب أو الأوعية الدموية.

### الأساليب الجراحية
نسبة حدوث عدوى الجرح عميقة أو سطحية تقارب 2 ٪. إنها مشكلة خطيرة حيث أن الإصابة السطحية قد تؤدي إلى إصابة عميقة. قد يتسبب هذا في عدوى العظام وتلوث الأجزاء المزروعة. ومن الصعب القضاء على العدوى في وجود أجسام غريبه مثل الأجسام المعدنية المزروعه. البكتيريا داخل الأجسام المزروعه لا يمكن لجهاز المناعة في الجسم الوصول إليها ولا المضادات الحيوية. ويكون التعامل مع الحالة هو محاولة إيقاف العدوى عن طريق التصريف الخارجي والمضادات الحيوية حتى تلتئم العظام. ثم ينبغي إزالة الأجزاء المزروعه، وبعد ذلك العدوى قد تنتهي.
قد يحدث فشل الزرع، المسامير والشريحه المعدنية من الممكن أن تنكسر، تتحرك من مكانها إلى الخلف، أو تقطع من الأعلى وتدخل داخل المفصل. يحدث هذا إما بسبب الزرع في مكان غير دقيق أو إذا كانت الاجزاء المزروعه لا تثبت في العظام لأن العظام ضعيفة وهشة. في حال الفشل يمكن إعادة الجراحة، أو تغيرها إلى استبدال كلي لمفصل الورك.
الوضع الخاطئ: يمكن أن يحدث تثبيت الكسر في وضع غير صحيح وبالتالي يلتئم العظم على هذا الوضع وهذا يحدث خاصة في حالات الكسر الملفوف. هذا قد لا يكون مشكلة كبيرة أو قد يتطلب جراحة لإزالة بعض الأجزاء من العظم لتصحيح الوضع.

### العلاج الطبي
كثير من المرضى لا يكون بصحة جيدة قبل إصابته بكسر في مفصل الورك، وليس من غير المألوف أن يكون الكسر ناجما عن السقوط بسبب بعض الأمراض، وخاصة في كبار السن. ومع ذلك، فإن الضغط الناجم عن الإصابة، والعملية الجراحية، تزيد من خطر الإصابة ببعض الأمراض بما في ذلك النوبات القلبية والسكتة الدماغية، الالتهاب الرئوي.
قد يتسبب عن ذلك تكون جلطات الدم. جلطات الأوردة العميقة تحدث عندما يتجلط الدم في الأوردة العميقة بالساق وتسبب ألم وتورم. هذا أمر شائع جداً بعد كسر الورك لأن الدورة الدموية تكون بطيئة وراكدة وزيادة قابلية الدم للتجلط بسبب الإصابة. يمكن أن تحدث الإصابة بجلطات الأوردة العميقة دون التسبب في أعراض. الانسداد الرئوي يحدث عندما تنفصل أجزاء من الدم المتجلط في أوردة الساق العميقة وتتحرك للأعلى وتصل إلى الرئتين. مما يؤدي إلى قطع الدورة الدموية عن أجزاء من الرئتين وهو ما يمكن أن يكون خطيرا جداً. انسداد رئوي قاتل (يسبب الوفاة) قد يحدث بنسبة 2 ٪ بعد كسر الورك ويمكن أن يسهم في حدوث أمراض ووفيات في حالات أخرى.
حدوث اضطراب في القوى العقلية شائع للغاية بعد كسر الورك. عادة ما ينتهي تماماً، ولكن تجربة الألم، وفقد القدرة على الحركة، وفقدان الاستقلال، والانتقال إلى مكان غريب، والجراحة، والأدوية تجتمع لتسبب أو تبرز الخرف.
عدوى المسالك البولية يمكن أن تحدث. يبقى المرضى في السرير لعدة أيام وكثيراً ما يتم تركيب قسطرة بولية لهم، مما يسبب عادة حدوث عدوى.
عدم الحركة لفترة طويلة وصعوبة الحركة تجعل من الصعب تجنب حدوث تقرحات الفراش على مؤخرة الظهر في المرضى الذين يعانون من كسور الورك. كلما أمكن ذلك، يجب بدأ الحركة في أقرب وقت ممكن عقب الجراحة، وإلا يجب استخدام مراتب موزعه للضغط (نوع خاص من المراتب تقلل من الإصابة بقرح الفراش).

## تطور الحالة
كسور الورك تمثل سلسلة أحداث خطير للغاية خاصة بالنسبة للمرضى كبار السن والضعفاء. خطر الموت من الإجهاد والضغوط بسبب الجراحة والإصابة في الأيام القليلة الأولى حوالي 10%. إذا لم تعالج الحالة فان الألم وعدم الحركة المفروض على المريض يزيد من الخطورة. المشاكل مثل قرح الفراش والالتهابات الصدرية تزيد بسبب عدم الحركة. التطور المرضي لكسور الورك التي لا يتم علاجها سيئ للغاية.

### بعد العملية الجراحيه
ومن بين المتضررين الذين تزيد أعمارهم على 65 عاما، يتم نقل 40 ٪ مباشرة إلى مرافق تقدم رعاية طويله المدى، مرافق إعادة التأهيل على المدى الطويل، أو التمريض المنزلي، ومعظم المتضررين يتطلب نوعا من المساعدة من الأسرة أو مقدمي الرعاية المنزلية. 50 ٪ تحتاج بشكل دائم أدوات مساعده على المشي، عصا أو عكاز، أو بعض الأجهزة الآخرى للتنقل، يتطلب الجميع نوع من المساعدة على الحركة خلال مراحل عملية الشفاء.
ومن بين المتضررين الذين تزيد أعمارهم على 50 عاما، يموت ما يقرب من 25 ٪ خلال العام التالي للاصابه بسبب مضاعفات مثل تجلط الدم (التخثر الوريدي العميق والانسداد الرئوي)، العدوى، والالتهاب الرئوي. [بحاجة لمصدر]
المرضى الذين يعانون من كسور الورك هم الأكثر عرضة للكسور في المستقبل بما في ذلك كسور الورك والمعصم والكتف، والعمود الفقري. بعد علاج الكسر الحاد، ينبغي معالجة سبب خطر الكسور في المستقبل. حاليا، فقط 1 في 4 مرضى بعد كسر الورك يتلقى علاج لهشاشة العظام السبب الكامن وراء معظم الكسور. معايير العلاج الحالية تشمل البدءب بايفوسفونات bisphosphonate لمنع خطر الكسور مستقبلا بنسبة تصل إلى 50 ٪.

## دراسة الحالة الوبائية للمرض
حوالي 320,000 حالة حجز في المستشفيات كل عام بسبب كسور الورك في الولايات المتحدة.

## معرض صور

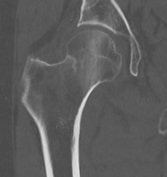
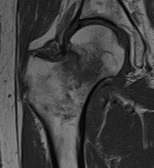
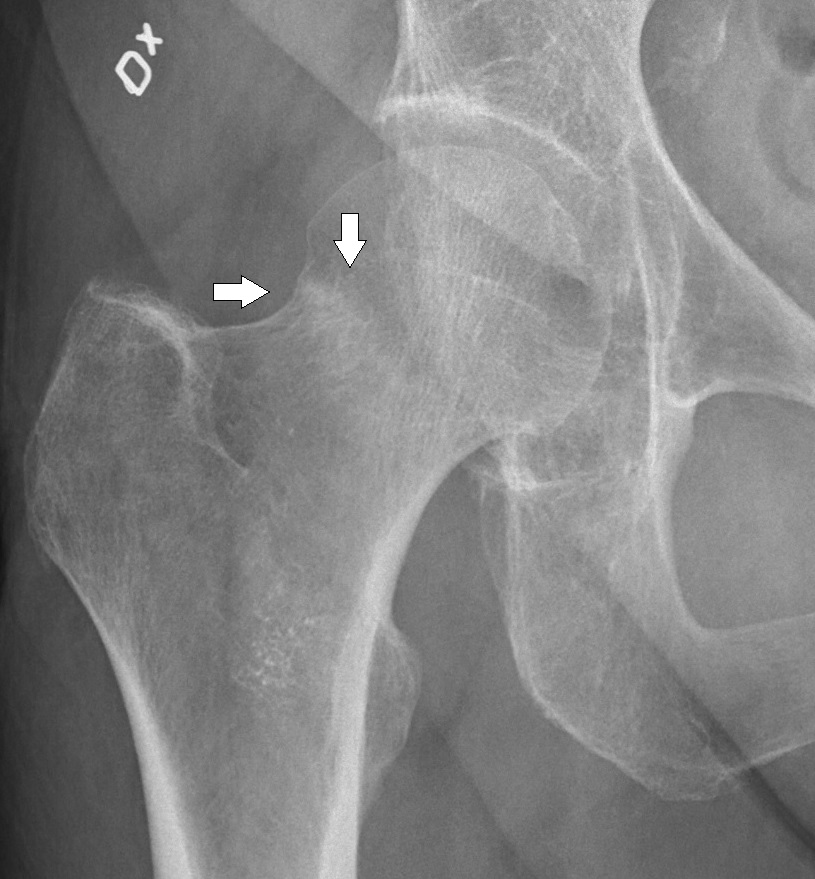

## وصلات خارجية
- مقال Orthopedics.com عن كسور الفخذ نسخة محفوظة 18 ديسمبر 2006 على موقع واي باك مشين.
- Fractures of the Femoral Neck كتاب ويلز في العظام
- Intertrochanteric Fractures كتاب ويلز في العظام
- National Hip Fracture Database موسوعة عن كسور العظام
- Proximal femoral fracture صور الأشعة الخاصة بكسور العظام
- National Osteoporosis Society المجتمع القومي لهشاشة العظام